# Deutsche Cadre-71/2-Meisterschaft 1966/67

Veranstaltungsort: Düsseldorf

Die Deutsche Cadre-71/2-Meisterschaft 1966/67 ist eine Billard-Turnierserie und fand vom 21. bis zum 22. Januar 1967 in Düsseldorf zum 20. Mal statt.

## Geschichte
Seinen ersten Deutschen Meistertitel gewann der Berliner Dieter Müller in Düsseldorf. Nach ständigen Leistungssteigerungen in den letzten Jahren war der Titel überfällig. In keiner Phase des Turniers kam Müller in Bedrängnis. Zweiter wurde der Titelverteidiger Siegfried Spielmann, dem anzumerken war, dass er mit der Organisation des Turniers seit einiger Zeit beschäftigt war und Trainingsrückstand hatte. Bereits seine sechste Medaille gewann der Essener Norbert Witte bei deutschen Titelkämpfen im Cadre 71/2.

## Modus
Es wurde im Round-Robin-Modus bis 300 Punkte gespielt.
Die Endplatzierung ergab sich aus folgenden Kriterien:
1. Matchpunkte
2. Generaldurchschnitt (GD)
3. Bester Einzeldurchschnitt (BED)
4. Höchstserie (HS)

## Teilnehmer (alphabetisch)
1. Siegfried Spielmann (Düsseldorfer Billardfreunde 1954) (Titelverteidiger)
2. Hartmut Burwig (Düsseldorfer Billardfreunde 1954)
3. Günther Jankowiak (1. Meidericher BC)
4. Dieter Müller (Berliner Billardfreunde 1921)
5. Norbert Witte (BC Borbeck 60)

### Abschlusstabelle
| Klassement                 | Klassement          | Klassement | Klassement | Klassement | Klassement | Klassement | Klassement |
| Platz                      | Name                | MP         | Pkte.      | Aufn.      | GD         | BED        | HS         |
| -------------------------- | ------------------- | ---------- | ---------- | ---------- | ---------- | ---------- | ---------- |
| 1                          | Dieter Müller       | 8:0        | 1200       | 48         | 25,00      | 33,33      | 113        |
| 2                          | Siegfried Spielmann | 6:2        | 1135       | 57         | 19,91      | 37,50      | 178        |
| 3                          | Norbert Witte       | 4:4        | 809        | 51         | 15,86      | 21,42      | 168        |
| 4                          | Hartmut Burwig      | 2:6        | 820        | 76         | 10,78      | 11,53      | 107        |
| 5                          | Günther Jankowiak   | 0:8        | 570        | 70         | 8,14       | –          | 73         |
| Turnierdurchschnitt: 15,01 |                     |            |            |            |            |            |            |